# Kordován
A kordován finomra cserzett, festett kecske-, vagy juhbőr. Növényi cserzőanyaggal készül, amely elsősorban a csertölgy gubacsából és égerfélék barkájából készül, másodsorban a sárga cserszömörce levéből. A szattyántól abban különbözik, hogy a facser aránya magasabb, valamint az igazi szattyán csak kecskebőrből lehet. Keleti hatásra került a Kárpát-medencébe, ahol a tímárok eredetileg a timsós cserzést alkalmazták. A kordován is eredetileg, a középkorban timsós eljárással készített finombőr volt, és a szattyán térhódítása után alakult át a készítése. Ebben jóval elmaradva Európa többi részétől, ahol általában már a 14. századra nem timsós, míg Magyarországon a 14–15. század fordulójáig nincsenek tobakosok. Készítőit sokáig megkülönböztették a tímároktól és cserzővargáktól, oszmán-török eredetű szóval tobakosoknak nevezték. A Magyar Királyság területén Erdélyben volt a legtöbb kordovános. A kész kordovánt általában cipőfelsőrészhez használták fel. A kordován feszesebb, mint a szattyán, eredetileg nem barkázták, hanem a kecske- és juhbőr saját barkázata látható rajta. A 19. században már gyakran éltek ezzel az eljárással, amellyel a kordován hasonlóbbá vált a szattyánhoz.
A kordován szó a Történeti etimológiai szótár szerint a hajdani iszlám nagyváros, a ma Spanyolországban található Córdoba nevéből ered, aminek némileg ellentmond, hogy az angolban cordwain és cordovan, a németben kordfäden alakú a szó. Így elképzelhető, hogy a cord szótő rejtőzhet benne, amely a bársonyszövet hosszanti mintájára utal. Ilyen mintájú a kecskebőr barkája. 1405-ben egy forrás adalutum, illetve garduan néven említi.